# Vikebø
Vikebø är en tätort i Alvers kommun i Vestland fylke i västra Norge. Orten ligger där fylkesväg 564 möter fylkesväg 5316, på den västra delen av ön Holsnøy.
Tidigare har orten tillhört dåvarande Mangers kommun, sedan dåvarande Herdla kommun och därefter dåvarande Melands kommun i Hordaland fylke.